# Agrilus hittita
Agrilus hittita es una especie de insecto del género Agrilus, familia Buprestidae, orden Coleoptera.
Fue descrita científicamente por Magnani, 1996.